# Zastávka
Zastávka, bis 1920 Boží Požehnání (deutsch Segen Gottes) ist eine Gemeinde in Tschechien. Sie liegt 18 Kilometer westlich des Stadtzentrums von Brno und gehört zum Okres Brno-venkov.

## Geographie
Zastávka befindet sich im Osten der Böhmisch-Mährischen Höhe im Jaispitzer Hügelland (Jevišovická pahorkatina) am Übergang zum Bobrawa-Bergland (Bobravská vrchovina). Der Ort liegt am Flüsschen Habřina, welches unterhalb von Zastávka in die Bobrava einmündet. Nördlich erhebt sich der Velký Okrouhlík (454 m) und im Nordosten der Velehrádky (383 m). Durch Zastávka führt die Staatsstraße 23.
Nachbarorte sind Říčky und Okrouhlík im Norden, Říčany und Ostrovačice im Nordosten, Rosice im Osten, Babice im Süden, Zakřany im Südwesten, Vysoké Popovice und Příbram im Westen sowie Zbraslav und Litostrov im Nordwesten.

## Geschichte
Der Ort ist einer der jüngsten in der Umgebung von Brünn. Zu Beginn des 18. Jahrhunderts befand sich an seiner Stelle eine namenlose Tränke. 1775 bestand am Wegekreuz zwischen Rosice, Ivančice, Náměšť nad Oslavou und Velká Bíteš die Ausflugswirtschaft „Zastawka“.
Die eigentliche Geschichte des Dorfes begann mit der Entdeckung der Steinkohlenlagerstätten im Rossitz-Oslawaner Becken. Am 23. September 1769 erfolgte der erste Kohlenfund auf dem Gebiet von Zastávka. Nach der am 3. August 1787 vom Domänenamt Rossitz an die k.k. Kanalbau- und Bergwerks-Direktion zu Wien erteilten Schurfkonzession begann im Jahre darauf im Marienthal der Steinkohlenbergbau auf der Zeche Schodowa. 1801 erwarb Ferdinand Thomoser die Bergbaurechte und verkaufte sie zwei Jahre später an den Brünner Großhändler Johann Herring. Dieser begründete noch 1803 die Bergbaugesellschaft Ritter Herring u. Comp. 1825 stand außer dem Gasthaus Zastawka nur eine Chaluppe. Um 1840 war eine Ansiedlung von etwa 50 Einwohnern entstanden.
Der zuvor im schlesischen Steinkohlenrevier tätige Bergbauingenieur Ferdinand Rittler führte neue Abbaumethoden ein; dadurch wurden die Steinkohlenbergwerke im Rossitzer Revier zu den modernsten der Monarchie. Auf Initiative von Ernst Johann Ritter Herring und des Zbeschauer Bergbauunternehmers Anton Rahn wurde die private Brünn-Rossitzer Eisenbahngesellschaft gegründet, die 1852 mit dem Bau der Eisenbahnstrecke Brünn–Strelitz–Rossitz–Segen Gottes begann. Im selben Jahre nahm die Steinkohlengrube Herring den Betrieb auf. 1853 entstand eine Bergarbeitersiedlung, die alte Siedlung. 1855 war die Eisenbahnstrecke vollendet; am 2. Januar 1856 fuhr der erste Kohlenzug über Brünn nach Wien und am 1. Juli 1856 wurde der Personenverkehr aufgenommen. Zwischen 1859 und 1862 ließ Johann Ernst von Herring die Rossitzer Eisenwerke in Segen Gottes errichten. Die Eisenhütte, die mit Steinkohlenkoks aus den örtlichen Zechen befeuert wurde, trug zum weiteren Aufschwung des Unternehmens bei. Zu den Anteilseignern der Eisenwerke gehörten neben Herring noch mehrere Brünner Textilfabrikanten sowie die Belgier Gabriel Alfons Fürst Chimay, Jean Débatty und Alfred Devalle. Für die Hüttenleute entstand 1862 die Hüttensiedlung und 1872 die Neue Siedlung für die Bergarbeiter der Zeche Julius. Die erste Schule wurde 1865 eingeweiht.
1870 wurde die Ritter Herring u. Comp zur Rossitzer Bergbaugesellschaft in Segen Gottes umfirmiert. Am 5. September 1875 entstand durch Ausgliederung aus den Fluren von Babitz, Rossitz und Pschibram die Gemeinde Segen Gottes (Boží Požehnání), welche ihren Namen von der Segen-Gottes-Zeche erhielt. 1880 lebten in Segen Gottes 1145 Menschen. 1881 kaufte die Rossitzer Bergbau AG die Gruben der Inneberger Gesellschaft im südlichen Revier bei Zbeschau und Oslawan auf und besaß damit mit Ausnahme der Zeche Liebe Gottes bei Zbeschau alle Steinkohlenwerke im Rossitz-Oslawaner Becken. Die Eisenhütte wurde 1906 an eine Mannheimer Gesellschaft verkauft und Teil der Strebelwerke. Nach der Gründung der Tschechoslowakei wurde die Gemeinde Segen Gottes (Boží Požehnání) 1920 in Zastávka umbenannt. 1921 hatte der Ort 1630 Einwohner. 1924 entstand das Gebäude der Revierbrüderkasse und gegenüber das Haus der Bergleute. Die Bergarbeiter von Zastávka beteiligten sich an den Generalstreiks der Bergleute von 1920 und 1932/33. Im Jahre 1954 erfolgte die Stilllegung der Zeche Ferdinand und 1967 der Zeche Julius. Damit endete die Zeit des Bergbaus in Zastávka und 1992 wurde der Bergbau im gesamten Revier eingestellt.

## Gemeindegliederung
Für die Gemeinde Zastávka sind keine Ortsteile ausgewiesen.

## Sehenswürdigkeiten
- Kapelle Johannes des Täufers, 1911 anstelle des Huthauses der Zeche Julius errichtet
- ehemaliges Büro- und Beamtenwohnhaus der Eisenhütte, 1883 zu einer zweiklassigen deutschen und tschechischen Schule umgebaut und seit 1934 Sitz des Gemeindeamtes
- Rotes Häusel, Siedlungshaus der Rossitzer Bergbaugesellschaft aus dem Jahre 1920, seit den 1990er Jahren denkmalgeschützt
- Haus des Revierrates, das 1885 von František Strnad errichtete Gebäude wurde 1923 vom Revierrat der Bergarbeiter aufgekauft
- Haus der Brüderkasse, erbaut 1924, heute als Haus der Gesundheit Sitz von Ärzten

## Persönlichkeiten
- Wilhelm Lossos (1915–1989), Präsident des Bayerischen Verfassungsgerichtshofes